# Grünau (Leipzig)
Grünau is een stadsdeel in het westen van de stad Leipzig in de Duitse deelstaat Saksen.
Grünau is in de jaren 70 en 80 aangelegd op Leipzigs grondgebied en is dus geen dorp dat ooit zelfstandig geweest is, zoals de meeste stadsdelen van Leipzig. Er is vooral gebruikgemaakt van Plattenbau. Sinds de val van de DDR is het stadsdeel met de hoge appartementsgebouwen de helft van zijn bevolking kwijtgeraakt.
| Ontwikkeling aantal inwoners Grünau | Ontwikkeling aantal inwoners Grünau | Ontwikkeling aantal inwoners Grünau | Ontwikkeling aantal inwoners Grünau | Ontwikkeling aantal inwoners Grünau | Ontwikkeling aantal inwoners Grünau | Ontwikkeling aantal inwoners Grünau | Ontwikkeling aantal inwoners Grünau | Ontwikkeling aantal inwoners Grünau | Ontwikkeling aantal inwoners Grünau | Ontwikkeling aantal inwoners Grünau | Ontwikkeling aantal inwoners Grünau | Ontwikkeling aantal inwoners Grünau |        |
|                                     | 1979                                | 1981                                | 1983                                | 1989                                | 1992                                | 1995                                | 1999                                | 2002                                | 2004                                | 2005                                | 2008                                | 2010                                | 2016   |
| ----------------------------------- | ----------------------------------- | ----------------------------------- | ----------------------------------- | ----------------------------------- | ----------------------------------- | ----------------------------------- | ----------------------------------- | ----------------------------------- | ----------------------------------- | ----------------------------------- | ----------------------------------- | ----------------------------------- | ------ |
| Inwoners                            | 16.000                              | 36.000                              | 60.000                              | 85.000                              | 78.000                              | 74.000                              | 63.500                              | 61.000                              | 49.400                              | 48.000                              | 42.500                              | 40.700                              | 43.600 |

Abtnaundorf · Althen · Anger · Baalsdorf · Böhlitz · Bösdorf · Breitenfeld · Burghausen · Cleuden · Connewitz · Crottendorf · Dölitz · Dösen · Ehrenberg · Engelsdorf · Eutritzsch · Flickert · Göbschelwitz · Gohlis · Gottscheina · Großzschocher · Grünau · Gundorf · Hartmannsdorf · Heiterblick · Hirschfeld · Hohenheida · Holzhausen · Kleinpösna · Kleinzschocher · Knauthain · Knautkleeberg · Knautnaundorf · Lausen · Leutzsch · Liebertwolkwitz · Lindenau · Lindenthal · Lößnig · Lützschena · Marienbrunn · Meusdorf · Miltitz · Mockau · Möckern · Mölkau · Neuschönefeld · Neustadt · Neutzsch · Paunsdorf · Plagwitz · Plaußig · Plösen · Portitz · Probstheida · Quasnitz · Rehbach · Reudnitz · Rückmarsdorf · Schleußig · Schönau · Schönefeld · Seehausen · Sellerhausen · Sommerfeld · Stahmeln · Stötteritz · Stünz · Südvorstadt · Thekla · Thonberg · Volkmarsdorf · Wahren · Wiederitzsch · Windorf · Zuckelhausen · Zweinaundorf